# Route 1 (Islande)
Pour les articles homonymes, voir Route 1.
La route 1 ou route circulaire (en islandais : Þjóðvegur 1 et Hringvegur) est la principale route d'Islande, d'une longueur de 1 339 kilomètres. Elle fait le tour du pays en suivant grossièrement le littoral. La route passe par pratiquement tous les villes et villages importants : Reykjavik, Borgarnes, Akureyri, Egilsstaðir, Höfn et Selfoss, ainsi que quelques grands sites touristiques tels que la Goðafoss, le Mývatn, la Jökulsárlón, la Skógafoss ou encore Kirkjubæjarklaustur.

## Histoire
Les premières portions de route furent construites au départ de Reykjavík, d'une part vers le nord en direction d'Akureyri, et en direction du sud-est vers Selfoss sur le plateau Hellisheiði, en suivant les tracés des chemins traditionnels. Ceux-ci étaient encore assez difficiles à parcourir dans les années 1930. Un placard sur Holtavörðuheiði présente le couple du prince et de la princesse royale de Danemark dans ce temps-là, fiers d'avoir osé le voyage. Quelques anciennes pistes restent encore visibles en certains endroits près de la route.
Dans les années 1970, on construisit la traverse des sandar, conscient du danger des jökulhlaup (débâcles glaciaires). La route fut, de fait, endommagée par le jökulhlaup du fleuve Skeiðará en 1996. Elle fut réparée tout de suite après.
Une dernière partie du Hringvegur entre Egilsstaðir et Breiðdalsvík reste à perfectionner, elle n'est pas encore goudronnée. D'autre part, certaines parties de la route reçurent progressivement des améliorations, comme par la construction d'un tunnel sous le Hvalfjörður près d'Akranes.

## Itinéraire

### De Reykjavík à Borgarnes

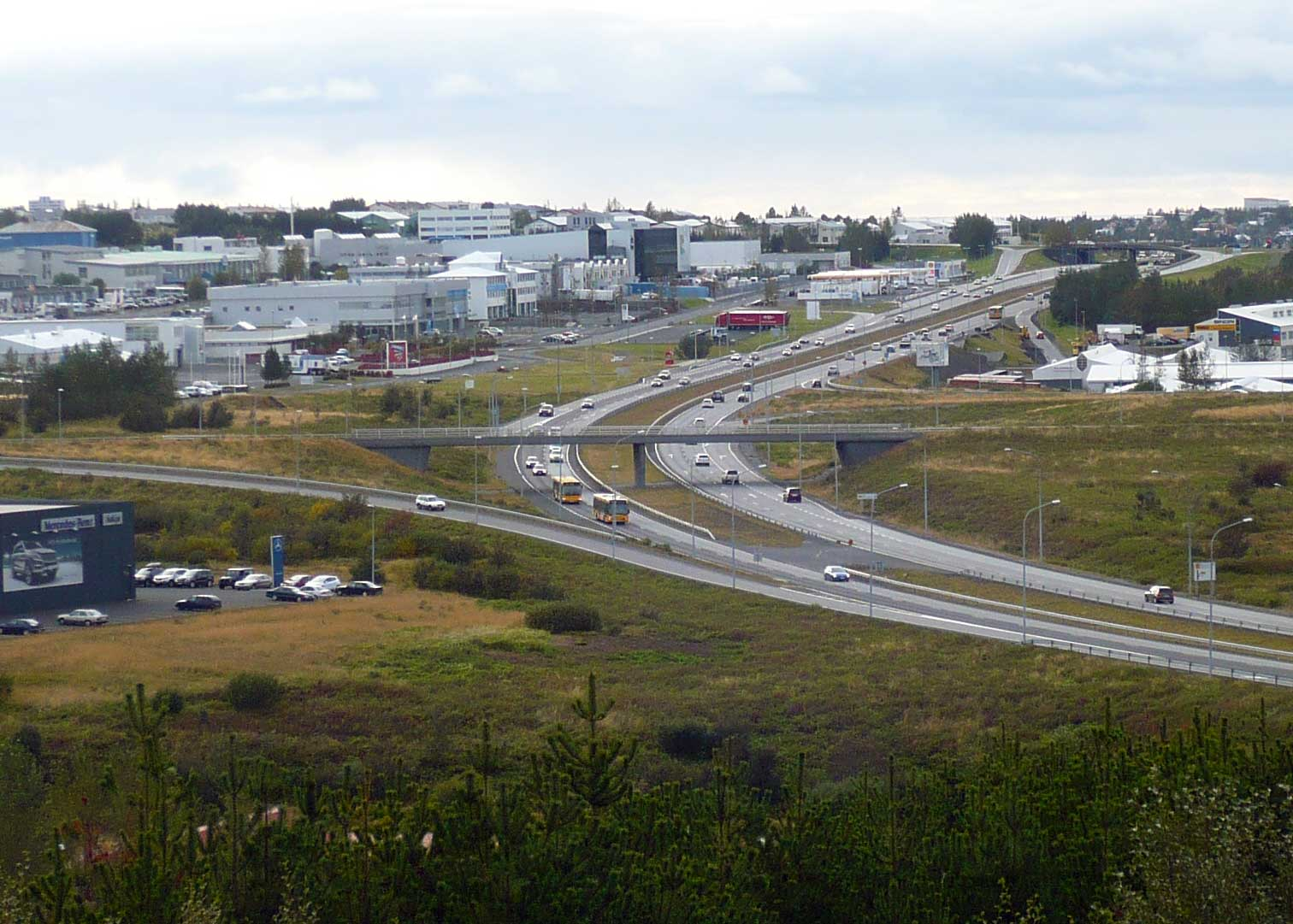
La route à Reykjavik

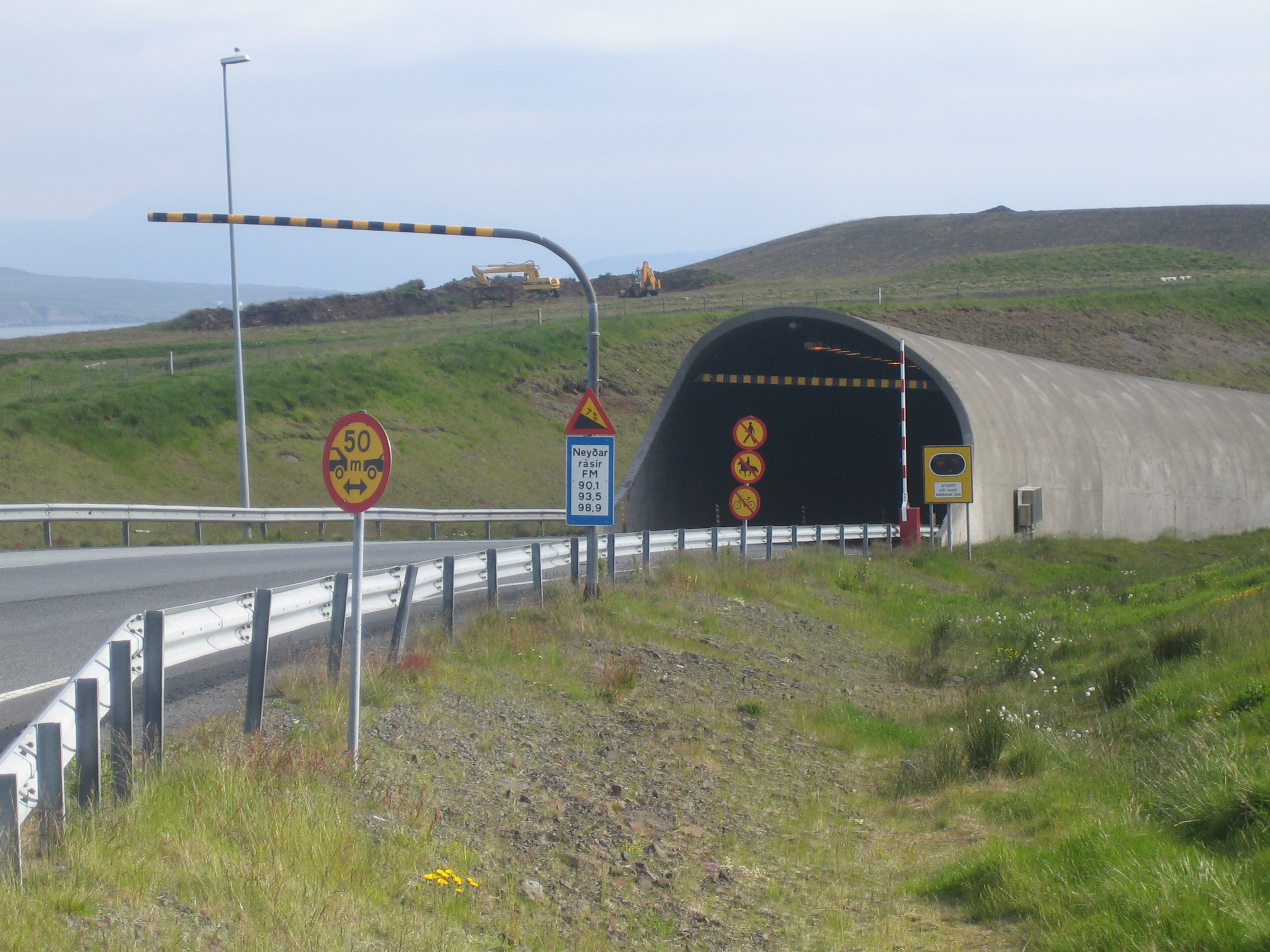
Tunnel du Hvalfjörður

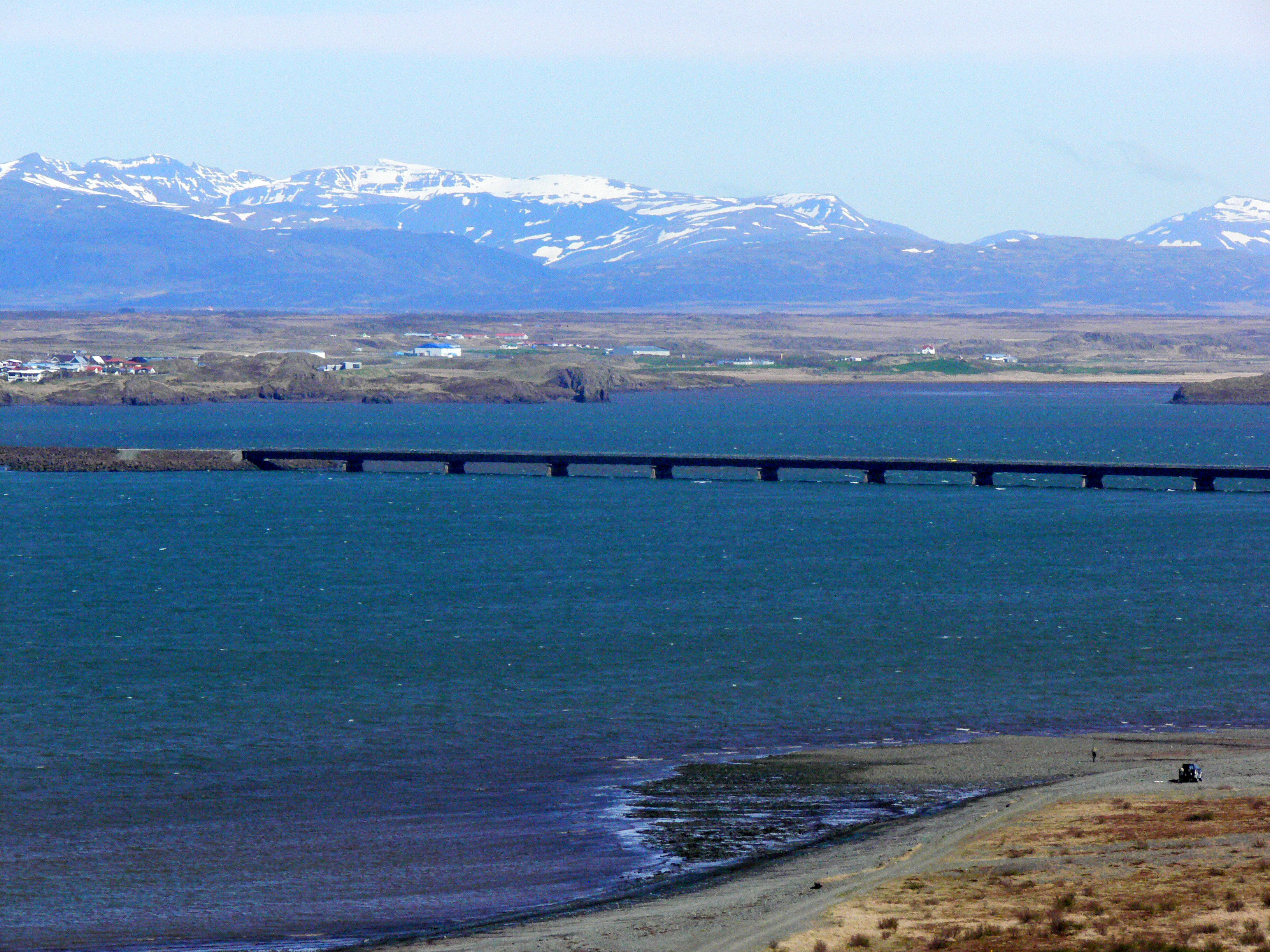
Pont de Borgarfjörður

|                                                                                | Description                                                             | Municipalité     |
| ------------------------------------------------------------------------------ | ----------------------------------------------------------------------- | ---------------- |
|                                                                                | Vesturlandsvegur - Section à 2x2 voies                                  | Reykjavik        |
|                                                                                | Sortie - 432 : Grafarholt et Grafarvogur                                | Reykjavik        |
|                                                                                | Carrefour giratoire desservant Korputorg, Hafravatn et 430              | Reykjavik        |
|                                                                                | Carrefour giratoire desservant Grafarvogur et Hamrahlíð                 | Reykjavik        |
|                                                                                | Sortie de Reykjavik                                                     | Reykjavik        |
|                                                                                | Entrée dans Mosfellsbær                                                 | Mosfellsbær      |
|                                                                                | Carrefour giratoire desservant Moshlíðar, Moshöfðar et Mosmýrar         | Mosfellsbær      |
|                                                                                | Carrefour giratoire desservant Moshlíðar, Moshöfðar et Mostangar        | Mosfellsbær      |
|                                                                                | Carrefour giratoire desservant le centre-ville de Mosfellsbær et la 431 | Mosfellsbær      |
|                                                                                | Carrefour giratoire desservant la : Þingvellir                          | Mosfellsbær      |
|                                                                                | Fin de section à 2x2 voies                                              | Mosfellsbær      |
|                                                                                | Sortie de Mosfellsbær                                                   | Mosfellsbær      |
|                                                                                | Traversée du Leirvogsa                                                  | Kjósarhreppur    |
| Longueur: 65 m                                                                 |                                                                         | Kjósarhreppur    |
|                                                                                | Hofsvík                                                                 | Kjósarhreppur    |
|                                                                                | Carrefour avec : Kjalarnes                                              | Kjósarhreppur    |
|                                                                                | Carrefour avec : contournement du Hvalfjörður                           | Kjósarhreppur    |
|                                                                                | Traversée du Hvalfjörður                                                | Kjósarhreppur    |
| Tunnel du Hvalfjörður (Hvalfjarðargöng) - Longueur: 5 762 m, Profondeur: 165 m |                                                                         | Kjósarhreppur    |
|                                                                                | Péage                                                                   | Hvalfjarðarsveit |
|                                                                                | Carrefour giratoire desservant la : Akranes                             | Hvalfjarðarsveit |
|                                                                                | Carrefour avec la                                                       | Hvalfjarðarsveit |
|                                                                                | Carrefour avec la : Akranes                                             | Hvalfjarðarsveit |
|                                                                                | Carrefour avec la : contournement du Hvalfjörður                        | Hvalfjarðarsveit |
|                                                                                | Carrefour avec la : Leira                                               | Hvalfjarðarsveit |
|                                                                                | Carrefour avec la                                                       | Hvalfjarðarsveit |
|                                                                                | Carrefour avec la 53 : Hvanneyri                                        | Hvalfjarðarsveit |
|                                                                                | Traversée du Borgarfjörður                                              | Borgarbyggð      |
| Pont de Borgarfjörður (Borgarfjarðarbrú) - Longueur: 520 m                     |                                                                         | Borgarbyggð      |
|                                                                                | Borgarnes                                                               | Borgarbyggð      |

### De Borgarnes à Blönduós

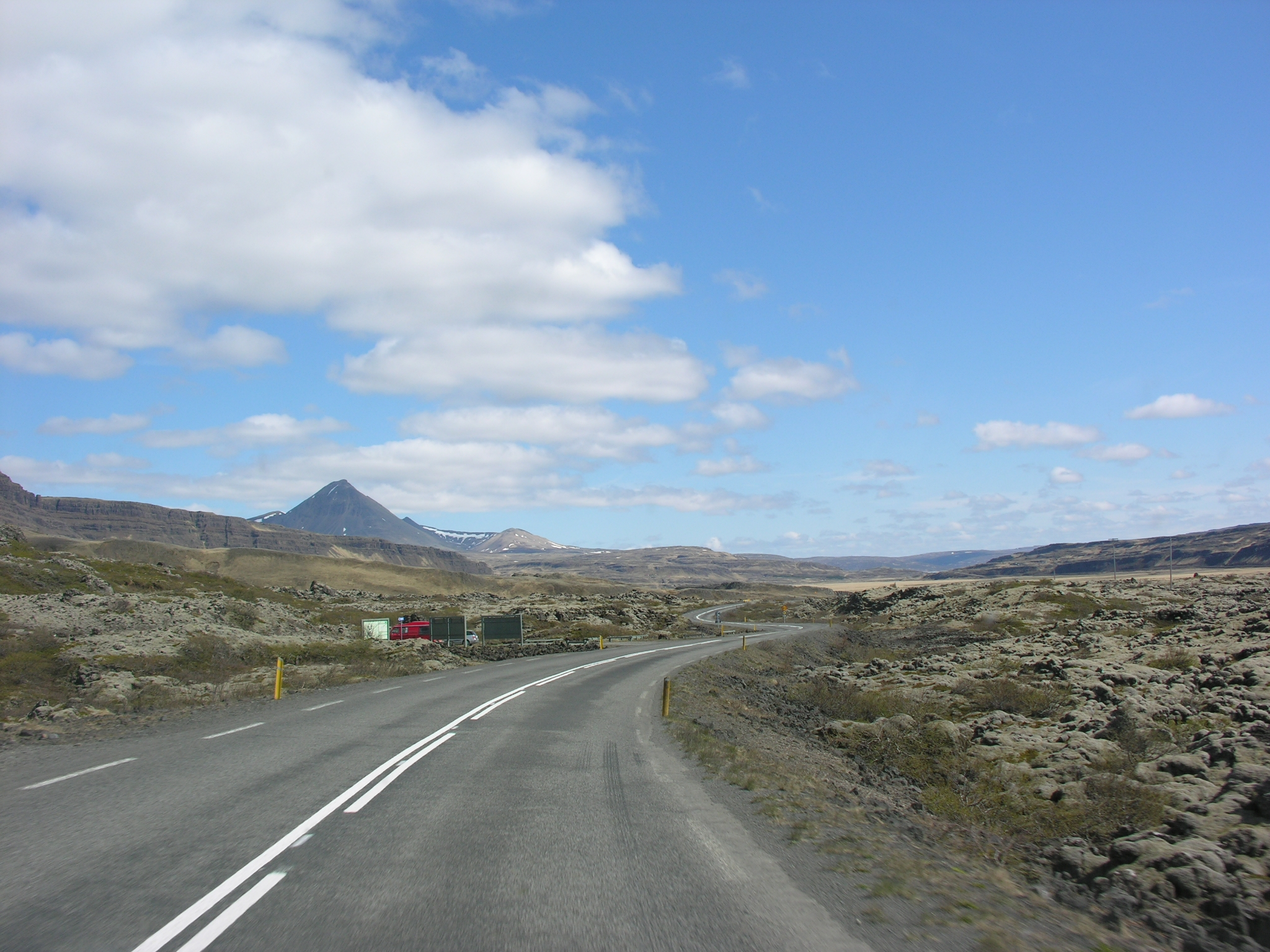
La route à Hjarðarholt

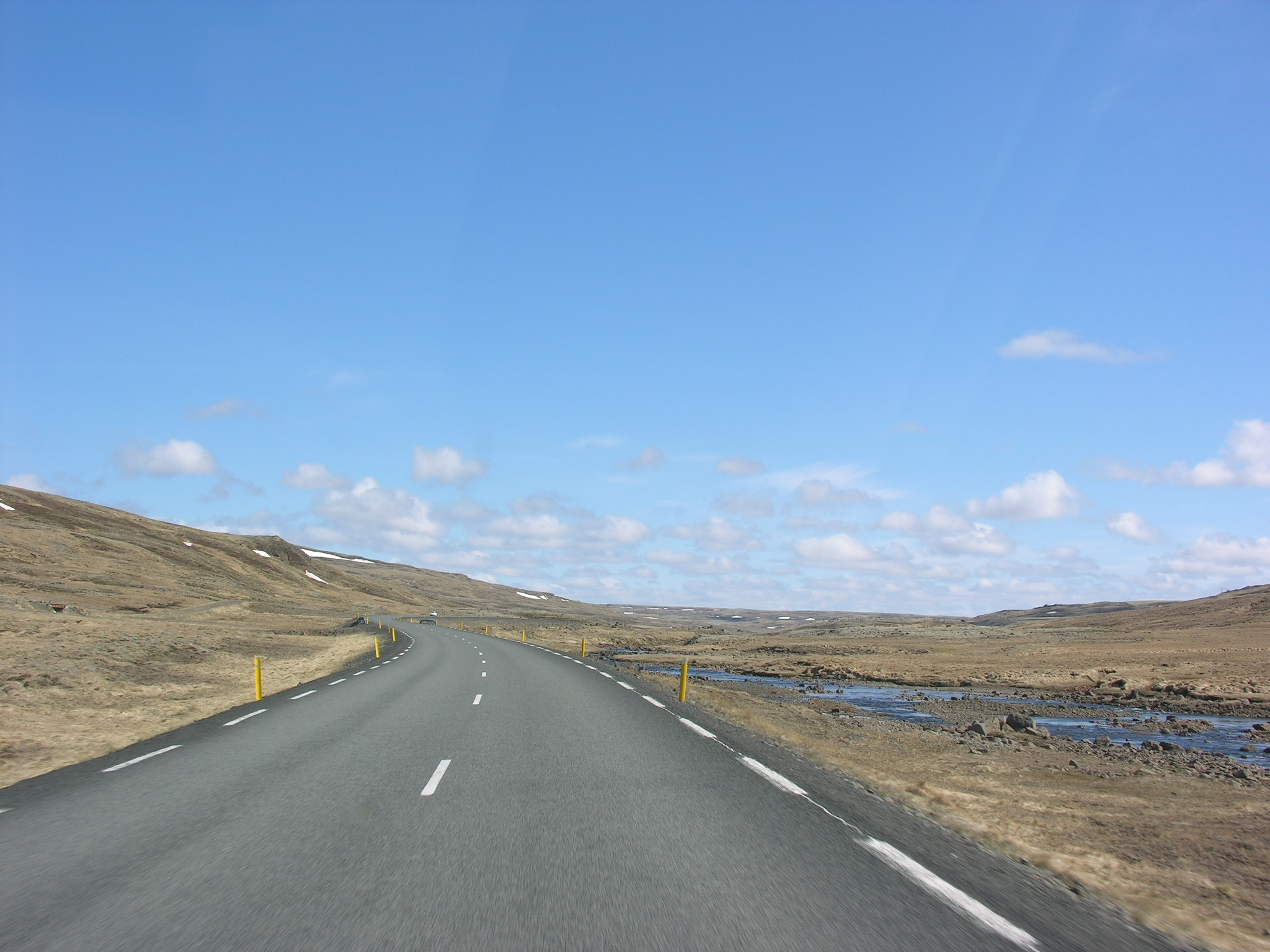
La route dans les environs de Hvammur

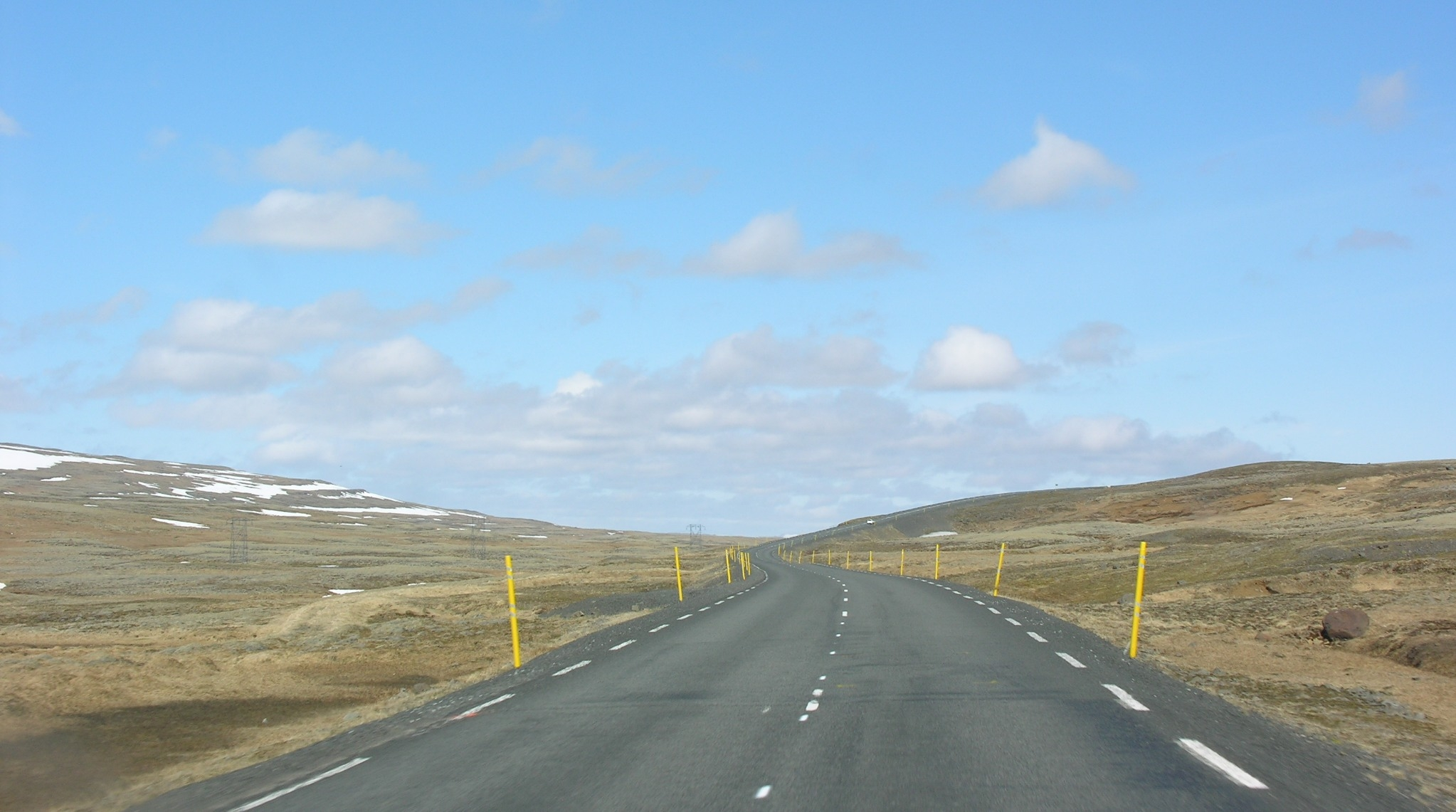
La route dans les environs de Staður

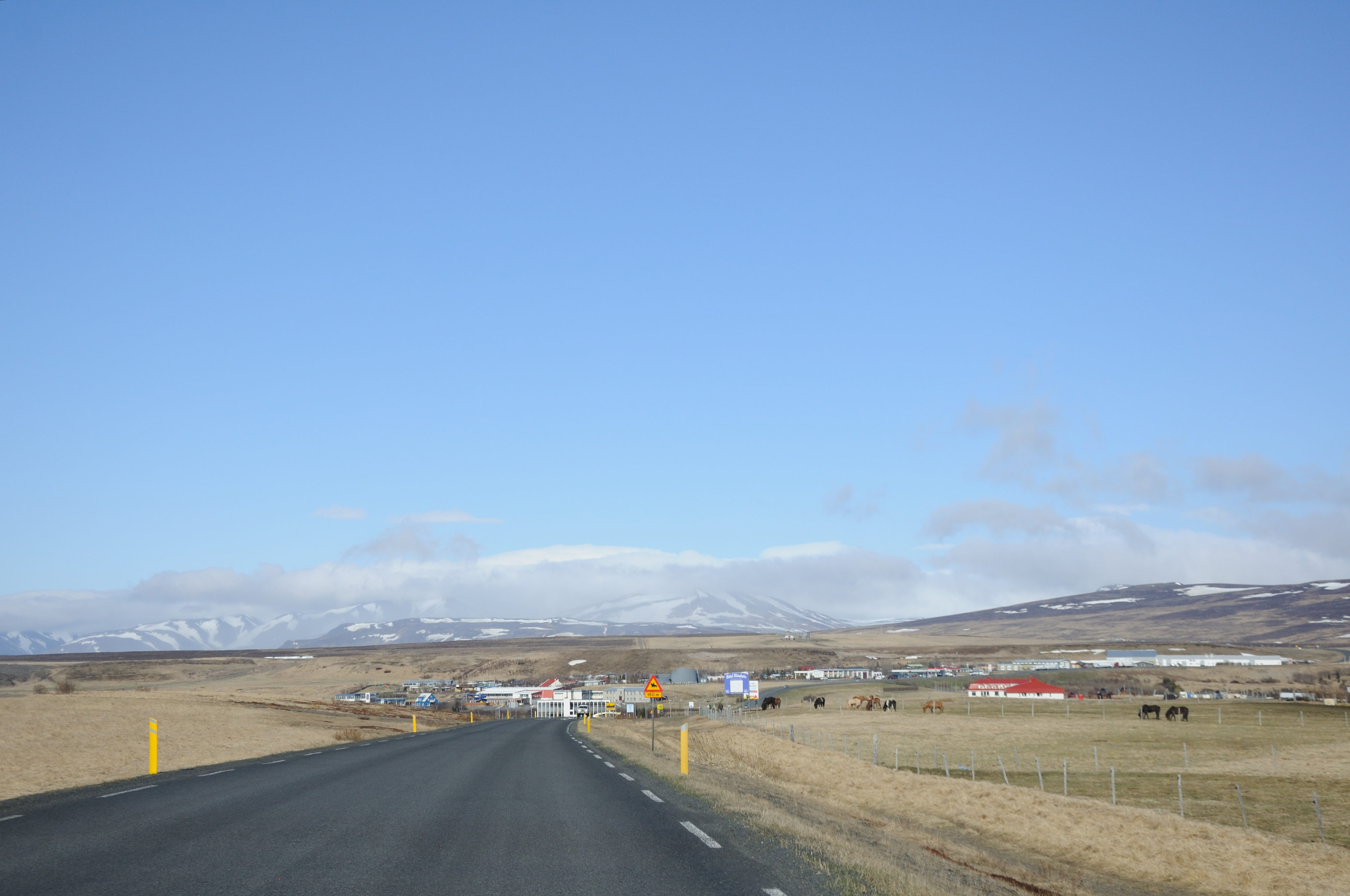
La route à Blönduós

|  | Description                                                         | Municipalité     |
|  | ------------------------------------------------------------------- | ---------------- |
|  | Borgarnes                                                           | Borgarbyggð      |
|  | Carrefour avec la : péninsule de Snæfellsnes et la ville d'Ólafsvík | Borgarbyggð      |
|  | Carrefour avec la                                                   | Borgarbyggð      |
|  | Carrefour avec la 53 : Hvanneyri                                    | Borgarbyggð      |
|  | Carrefour avec la : Langavatn                                       | Borgarbyggð      |
|  | Carrefour avec la : Reykholt                                        | Borgarbyggð      |
|  | Entrée dans Bifröst                                                 | Borgarbyggð      |
|  | Carrefour avec la : Buðardalur et la région des Vestfirðir          | Borgarbyggð      |
|  | Entrée dans Hvammur                                                 | Borgarbyggð      |
|  | Carrefour avec la : Hólmavík et la région des Vestfirðir            | Húnaþing vestra  |
|  | Entrée dans Staður                                                  | Húnaþing vestra  |
|  | Carrefour avec la : Heggstaðanes                                    | Húnaþing vestra  |
|  | Carrefour avec : Route F578                                         | Húnaþing vestra  |
|  | Entrée dans Laugarbakki                                             | Húnaþing vestra  |
|  | Carrefour avec : Hvammstangi                                        | Húnaþing vestra  |
|  | Carrefour avec la (Vatnsnesvegur) : Vatnsnes                        | Húnaþing vestra  |
|  | Carrefour avec la                                                   | Húnaþing vestra  |
|  | Carrefour avec la                                                   | Húnaþing vestra  |
|  | Carrefour avec la vers Þingeyrar                                    | Húnavatnshreppur |
|  | Carrefour avec la                                                   | Húnavatnshreppur |
|  | Carrefour avec la                                                   | Blönduós         |
|  | Carrefour avec la                                                   | Blönduós         |
|  | Aérodrome de Blönduós                                               | Blönduós         |
|  | Entrée dans Blönduós                                                | Blönduós         |

### De Blönduós à Akureyri

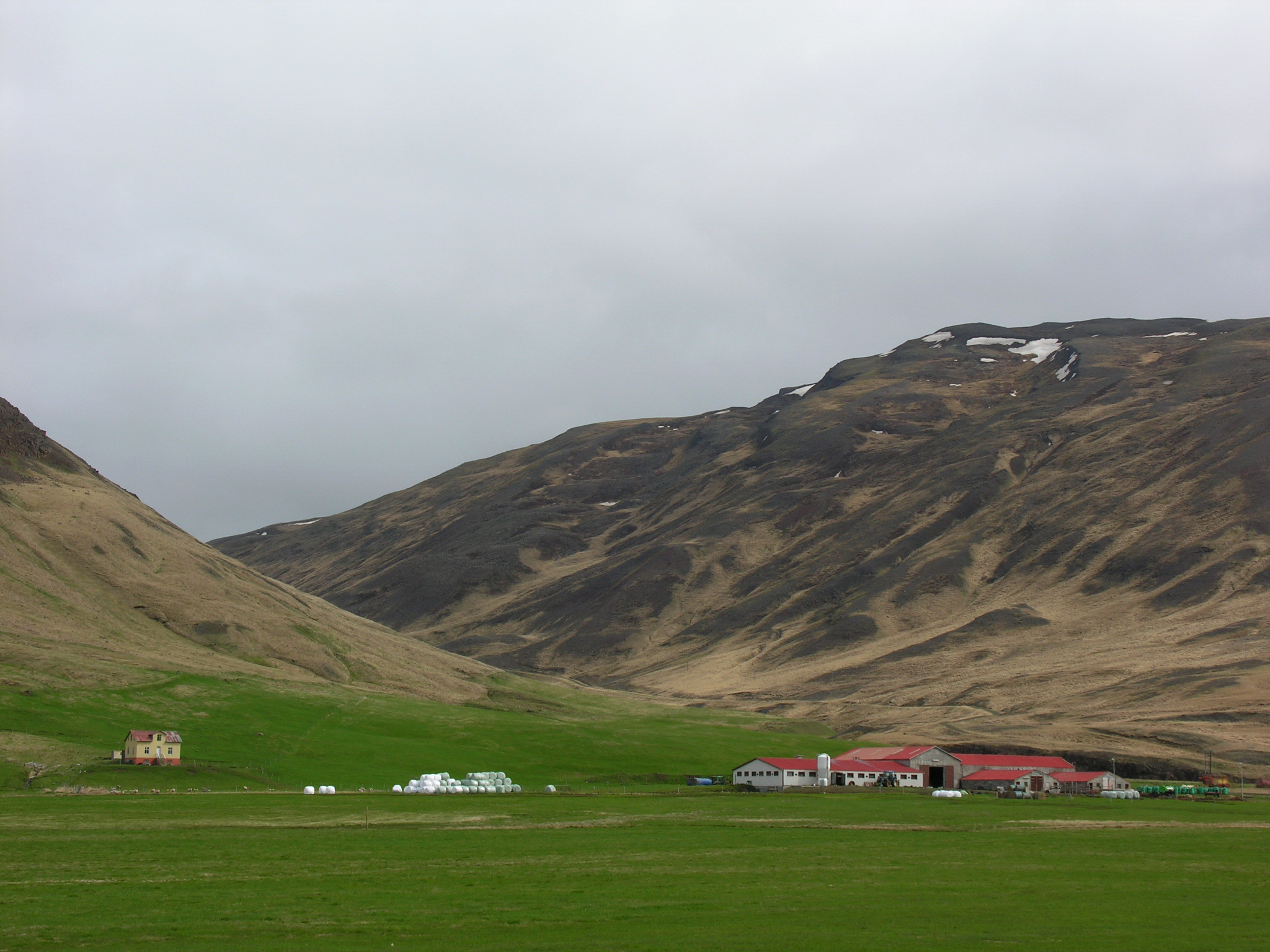
Holtastaðir

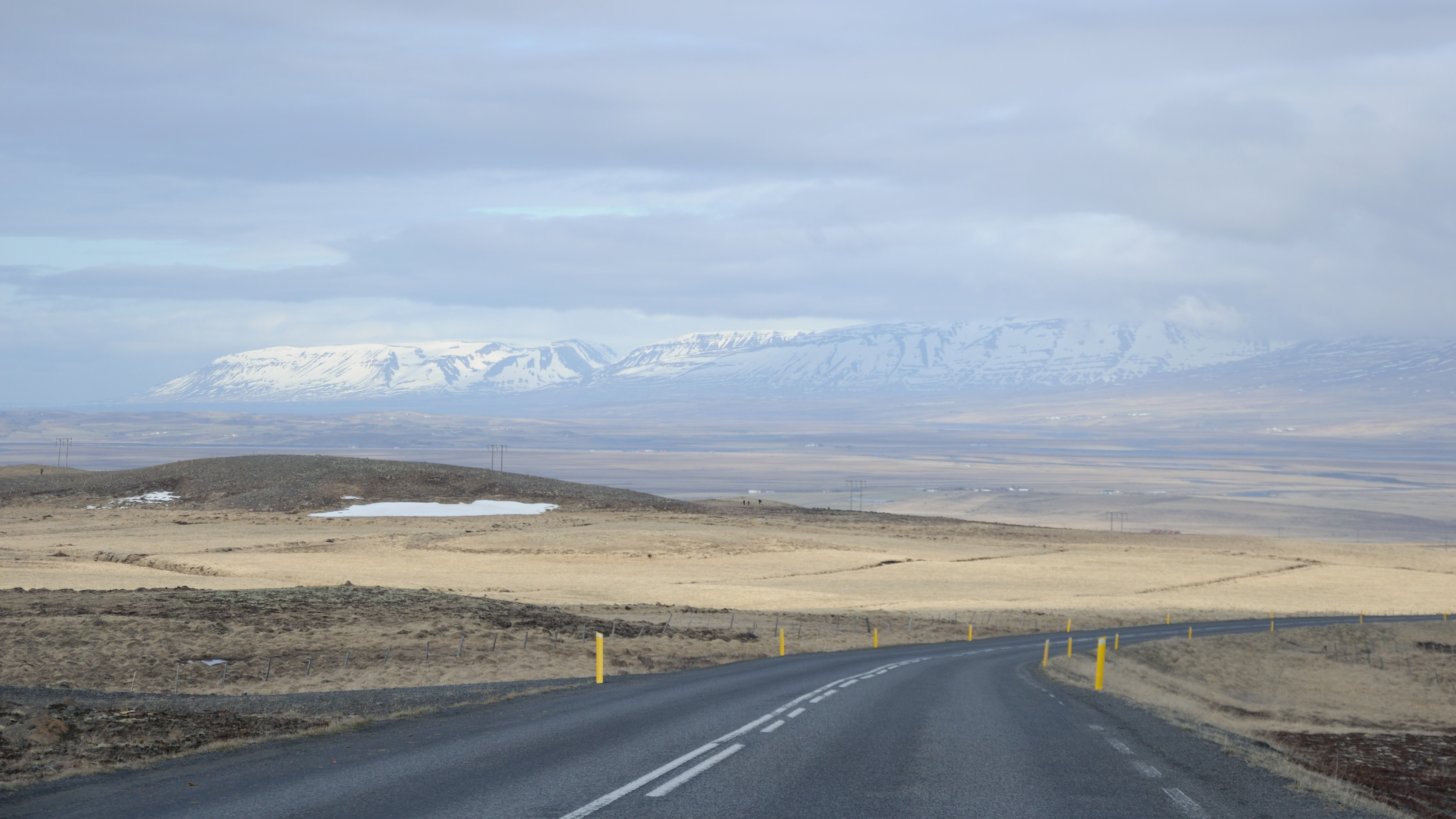
La route à Varmahlíð

|                              | Description                          | Municipalité |
| ---------------------------- | ------------------------------------ | ------------ |
|                              | Blönduós                             | Borgarbyggð  |
|                              | Carrefour avec la                    | Borgarbyggð  |
|                              | Traversée de la Blanda               | Borgarbyggð  |
| Blönduósbrú - Longueur: 69 m |                                      | Borgarbyggð  |
|                              | Carrefour avec la                    | Borgarbyggð  |
|                              | Carrefour avec la : Skagaströnd      | Borgarbyggð  |
|                              | Entrée dans Holtastaðir              | Borgarbyggð  |
|                              | Carrefour avec la                    | Skagafjörður |
|                              | Carrefour avec la                    | Skagafjörður |
|                              | Carrefour avec la : Steinsstaðabyggð | Skagafjörður |
|                              | Entrée dans Varmahlíð                | Skagafjörður |
|                              | Carrefour avec la : Sauðárkrókur     | Skagafjörður |
|                              | Carrefour avec la                    | Skagafjörður |
|                              | Traversée de la Héraðsvötn           | Skagafjörður |
| Longueur: 131 m              |                                      | Skagafjörður |
|                              | Carrefour avec la : Siglufjörður     | Skagafjörður |
|                              | Carrefour avec la                    | Skagafjörður |
|                              | Carrefour avec la                    | Hörgársveit  |
|                              | Carrefour avec la                    | Hörgársveit  |
|                              | Carrefour avec la                    | Hörgársveit  |
|                              | Carrefour avec la : Dalvík           | Akureyri     |
|                              | Entrée dans Akureyri                 | Akureyri     |

### De Akureyri à Egilsstaðir

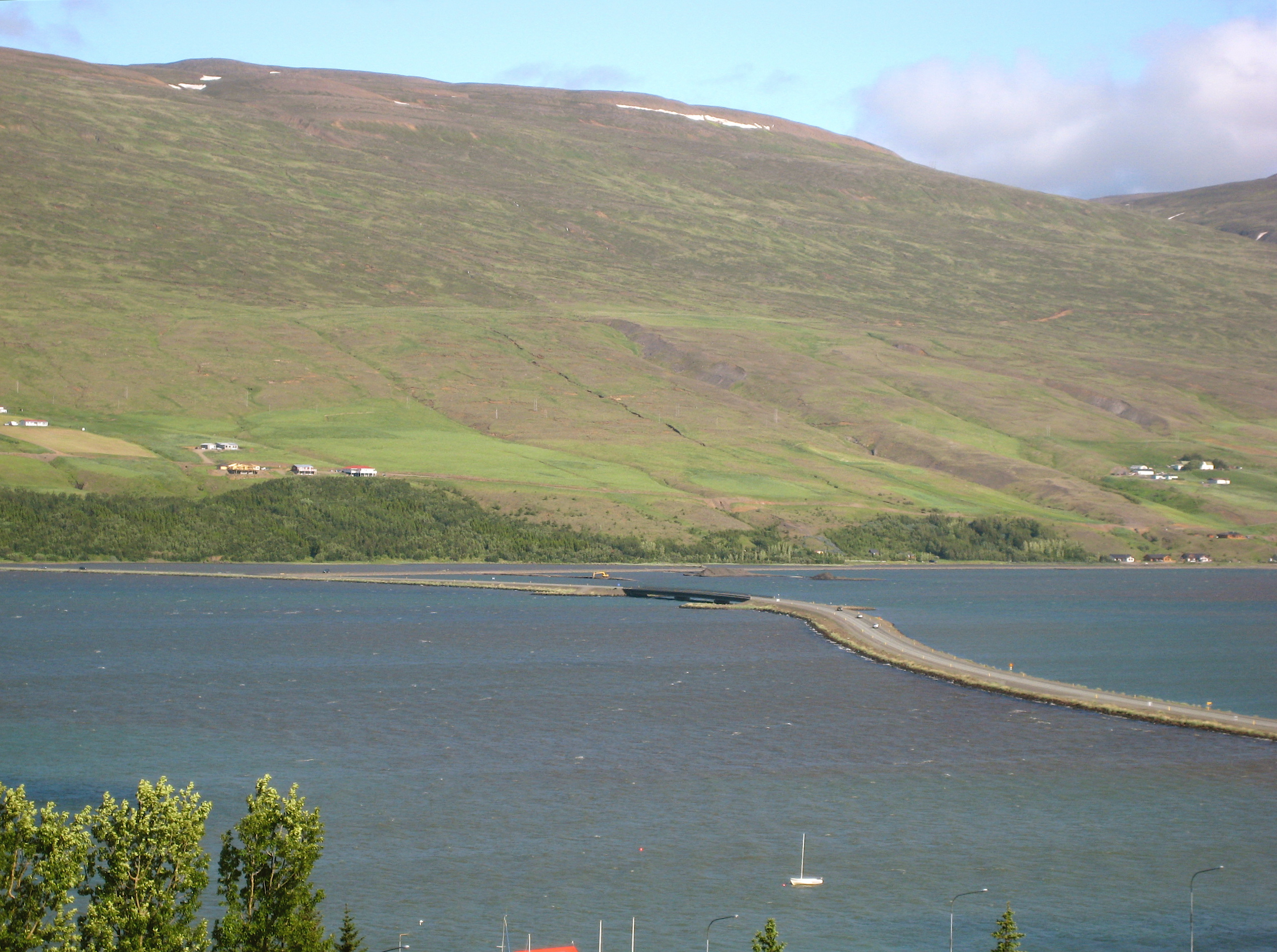
La traversée de l'Eyjafjörður à Akureyri

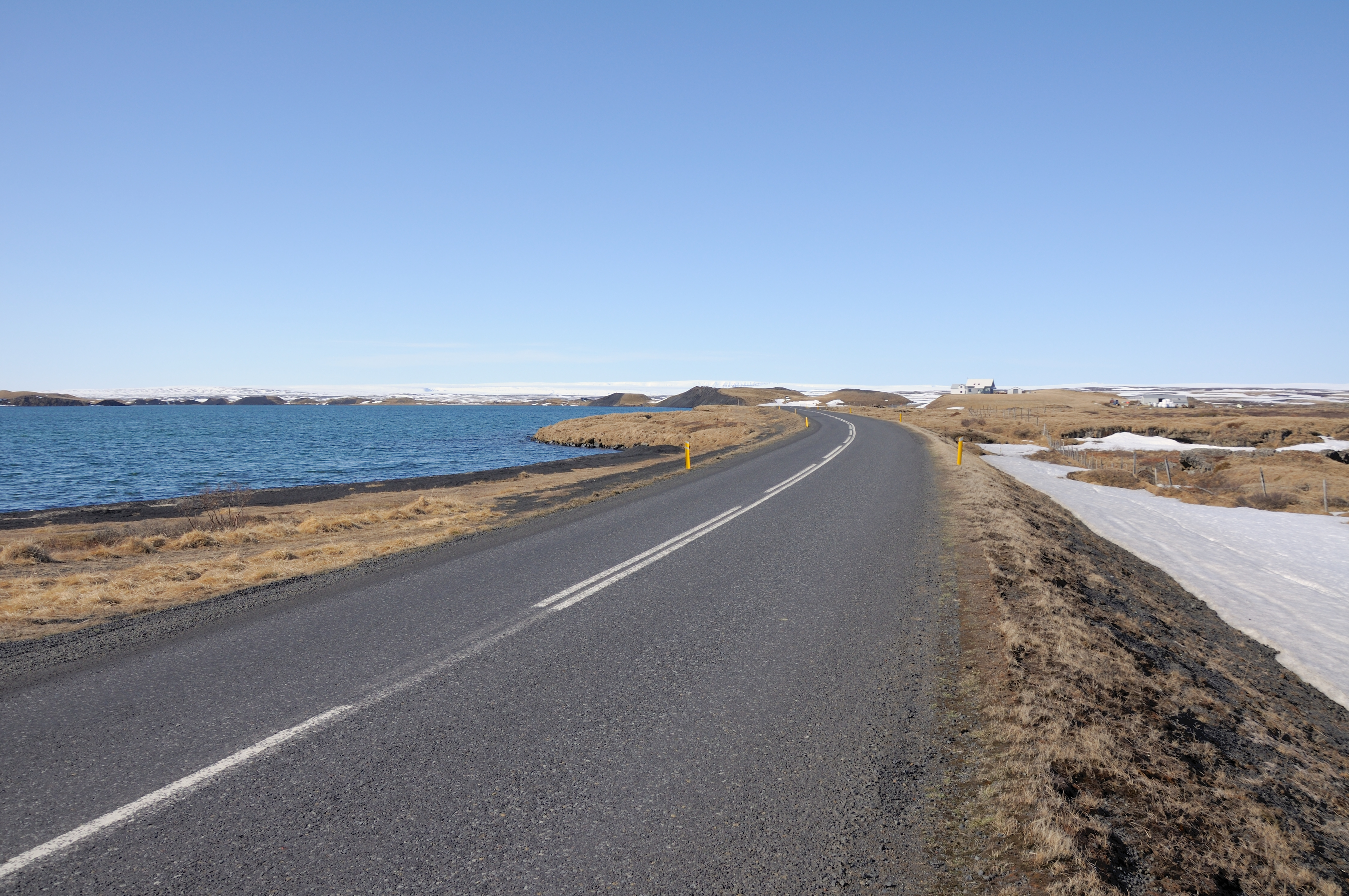
La route à l'ouest de Reykjahlíð

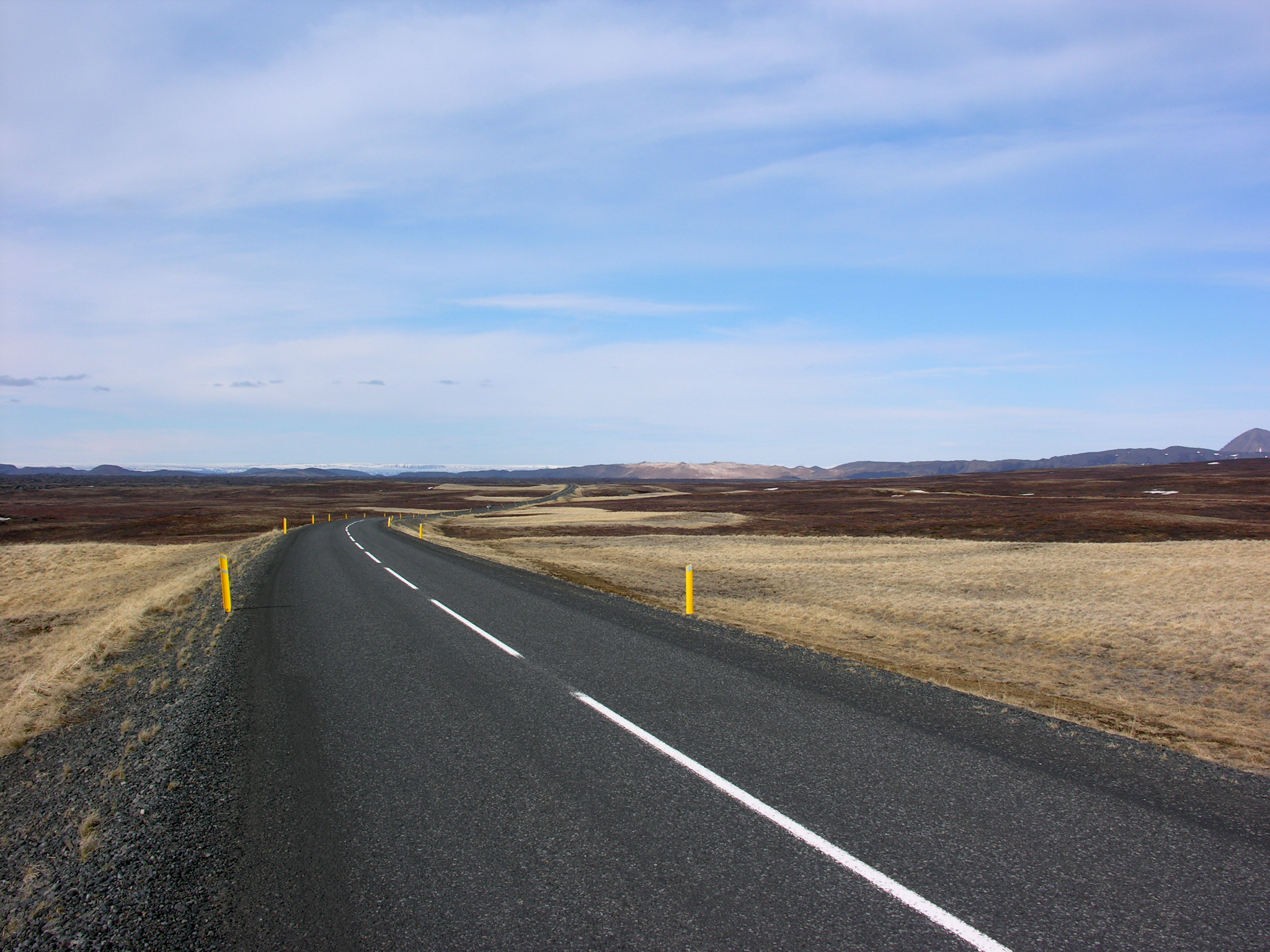
La route à l'est de Reykjahlíð

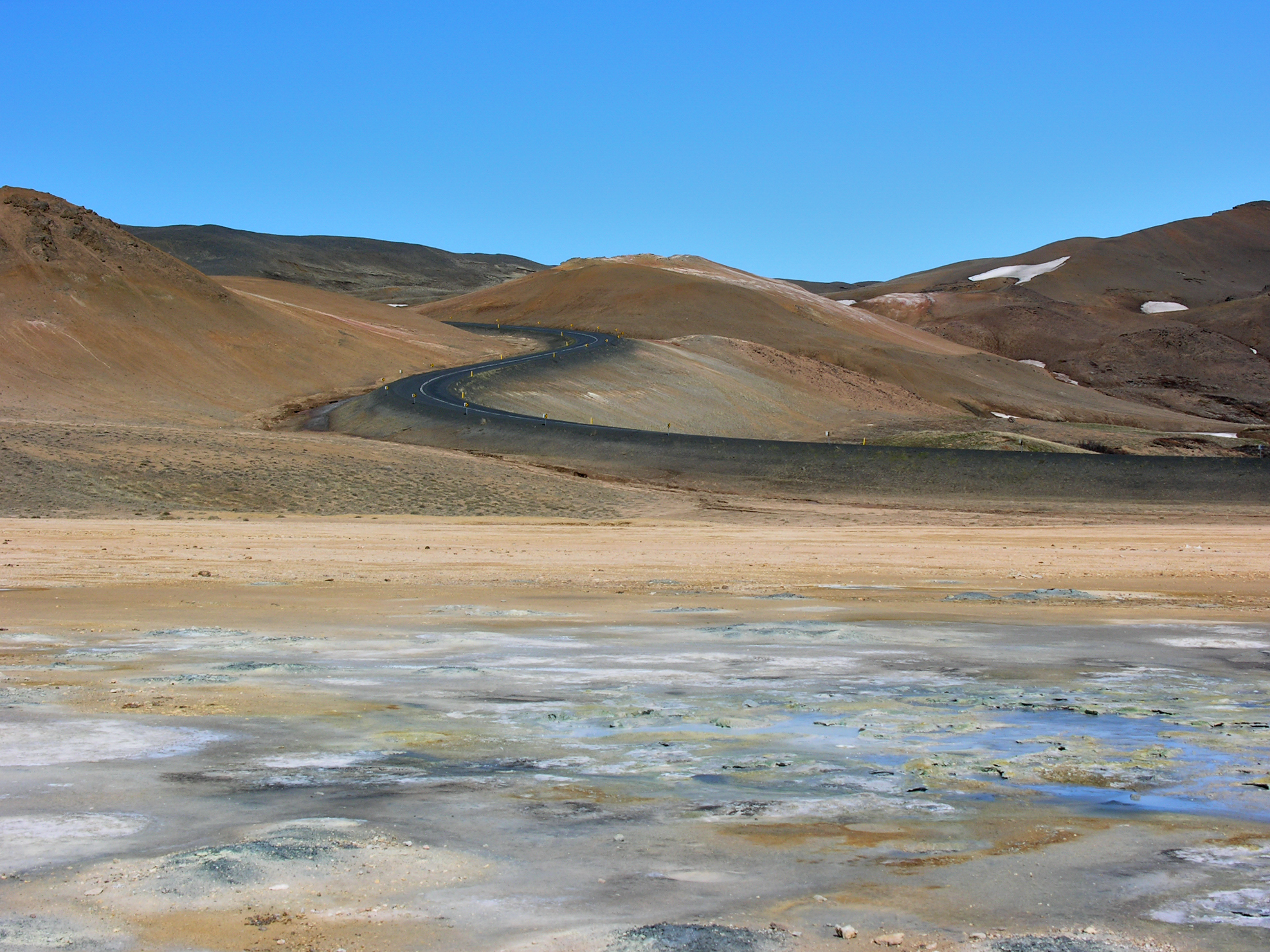
La route à Hverarönd

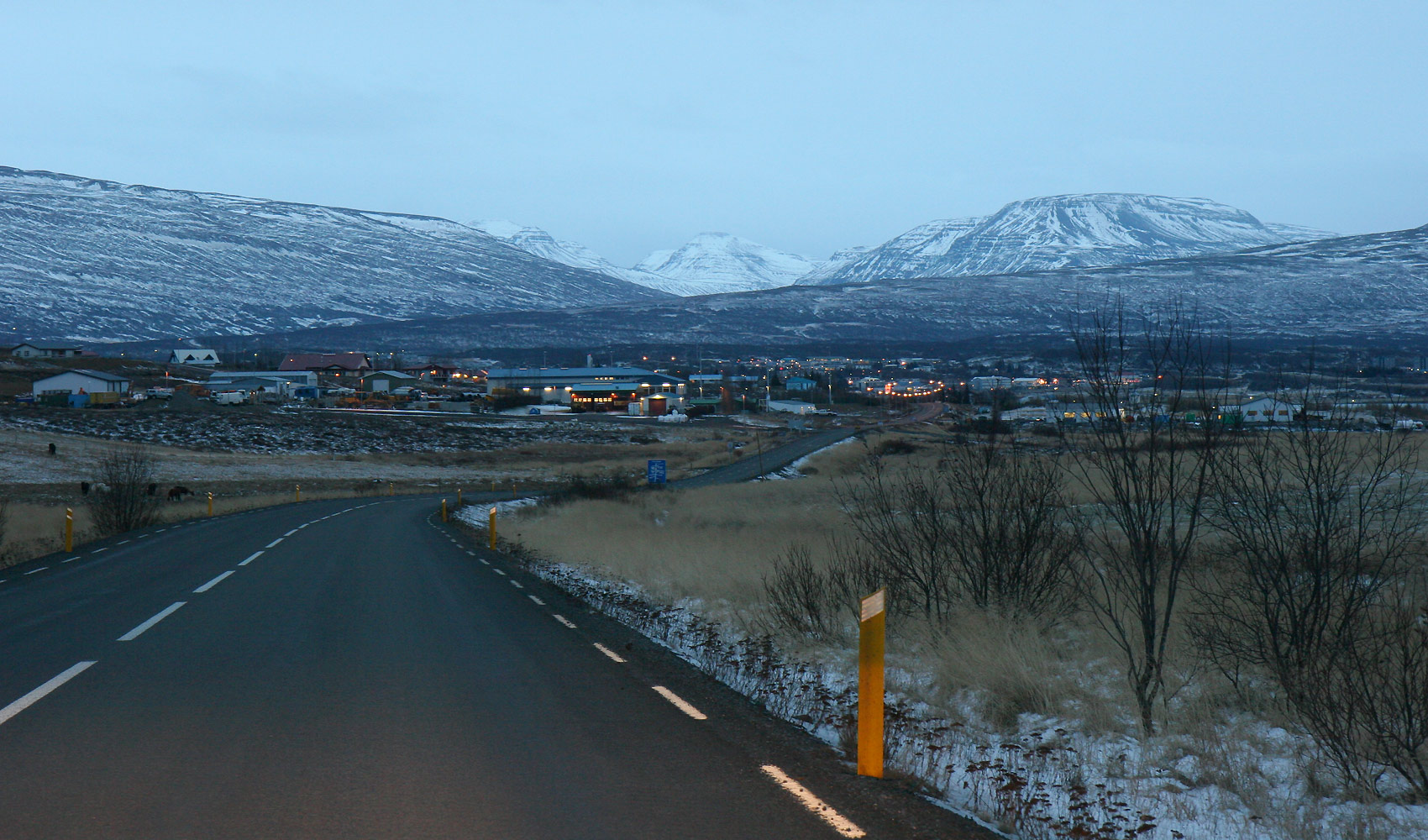
La route à Fellabær

|                                  | Description                              | Municipalité             |
| -------------------------------- | ---------------------------------------- | ------------------------ |
|                                  | Akureyri                                 | Akureyri                 |
|                                  | Carrefour avec la : Hrafnagil            | Akureyri                 |
|                                  | Aéroport d'Akureyri                      | Akureyri                 |
|                                  | Traversée de l'Eyjafjörður               | Akureyri                 |
| Eyjafjarðarbrú - Longueur: 135 m |                                          | Akureyri                 |
|                                  | Carrefour avec la : Möðruvellir          | Svalbarðsstrandarhreppur |
|                                  | Svalbarðseyri                            | Svalbarðsstrandarhreppur |
|                                  | Carrefour avec la : Hrafnagil            | Svalbarðsstrandarhreppur |
|                                  | Carrefour avec la : Grenivík             | Svalbarðsstrandarhreppur |
|                                  | Carrefour avec la                        | Svalbarðsstrandarhreppur |
|                                  | Carrefour avec la                        | Þingeyjarsveit           |
|                                  | Traversée de la Fnjóská                  | Þingeyjarsveit           |
| Longueur: 96 m                   |                                          | Þingeyjarsveit           |
|                                  | Carrefour avec la : Húsavík              | Þingeyjarsveit           |
|                                  | Carrefour avec la                        | Þingeyjarsveit           |
|                                  | Carrefour avec la : Goðafoss             | Þingeyjarsveit           |
|                                  | Traversée de la Skjálfandafljót          | Þingeyjarsveit           |
| Longueur: 58 m                   |                                          | Þingeyjarsveit           |
|                                  | Carrefour avec la                        | Þingeyjarsveit           |
|                                  | Carrefour avec la                        | Þingeyjarsveit           |
|                                  | Carrefour avec la                        | Þingeyjarsveit           |
|                                  | Carrefour avec la                        | Þingeyjarsveit           |
|                                  | Carrefour avec la vers le Nord de Mývatn | Þingeyjarsveit           |
|                                  | Carrefour avec la                        | Þingeyjarsveit           |
|                                  | Dimmuborgir                              | Skútustaðahreppur        |
|                                  | Hverfjall                                | Skútustaðahreppur        |
|                                  | Carrefour avec la : Grjótagjá            | Skútustaðahreppur        |
|                                  | Aérodrome de Mývatn                      | Skútustaðahreppur        |
|                                  | Entrée dans Reykjahlíð                   | Skútustaðahreppur        |
|                                  | Carrefour avec la : Grjótagjá            | Skútustaðahreppur        |
|                                  | Carrefour avec la : Húsavík              | Skútustaðahreppur        |
|                                  | Hverarönd                                | Skútustaðahreppur        |
|                                  | Carrefour avec la : Krafla               | Skútustaðahreppur        |
|                                  | Carrefour avec la F862                   | Skútustaðahreppur        |
|                                  | Carrefour avec la : Askja                | Skútustaðahreppur        |
|                                  | Traversée du Jökulsá á Fjöllum           | Skútustaðahreppur        |
| Grímsstaðabrú - Longueur: 102 m  |                                          | Skútustaðahreppur        |
|                                  | Carrefour avec la : Dettifoss et Ásbyrgi | Skútustaðahreppur        |
|                                  | Carrefour avec la : Möðrudalur           | Fljótsdalshreppur        |
|                                  | Carrefour avec la : Vopnafjörður         | Fljótsdalshreppur        |
|                                  | Carrefour avec la                        | Fljótsdalshreppur        |
|                                  | Carrefour avec la                        | Fljótsdalshreppur        |
|                                  | Traversée du Jökulsá á Dal               | Fljótsdalshreppur        |
| Longueur: 119 m                  |                                          | Fljótsdalshreppur        |
|                                  | Carrefour avec la                        | Fljótsdalshreppur        |
|                                  | Carrefour avec la                        | Fljótsdalshreppur        |
|                                  | Entrée dans Fellabær                     | Fljótsdalshreppur        |
|                                  | Traversée du Lagarfljót                  | Fljótsdalshreppur        |
| Lagarfljótsbrú - Longueur: 301 m |                                          | Fljótsdalshreppur        |
|                                  | Carrefour avec la                        | Fljótsdalshreppur        |
|                                  | Aéroport d'Egilsstaðir                   | Fljótsdalshreppur        |
|                                  | Entrée dans Egilsstaðir                  | Fljótsdalshreppur        |

### De Egilsstaðir à Höfn

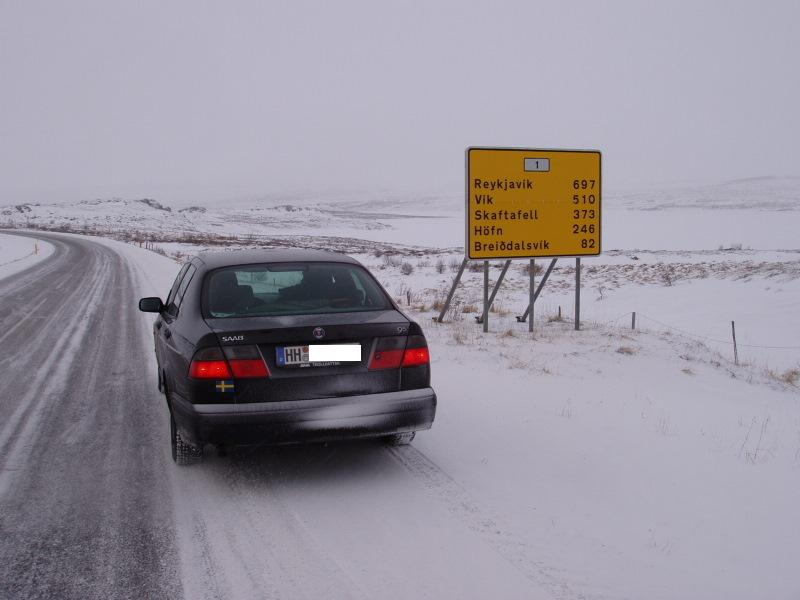
Panneau kilométrique non loin d'Egilsstaðir

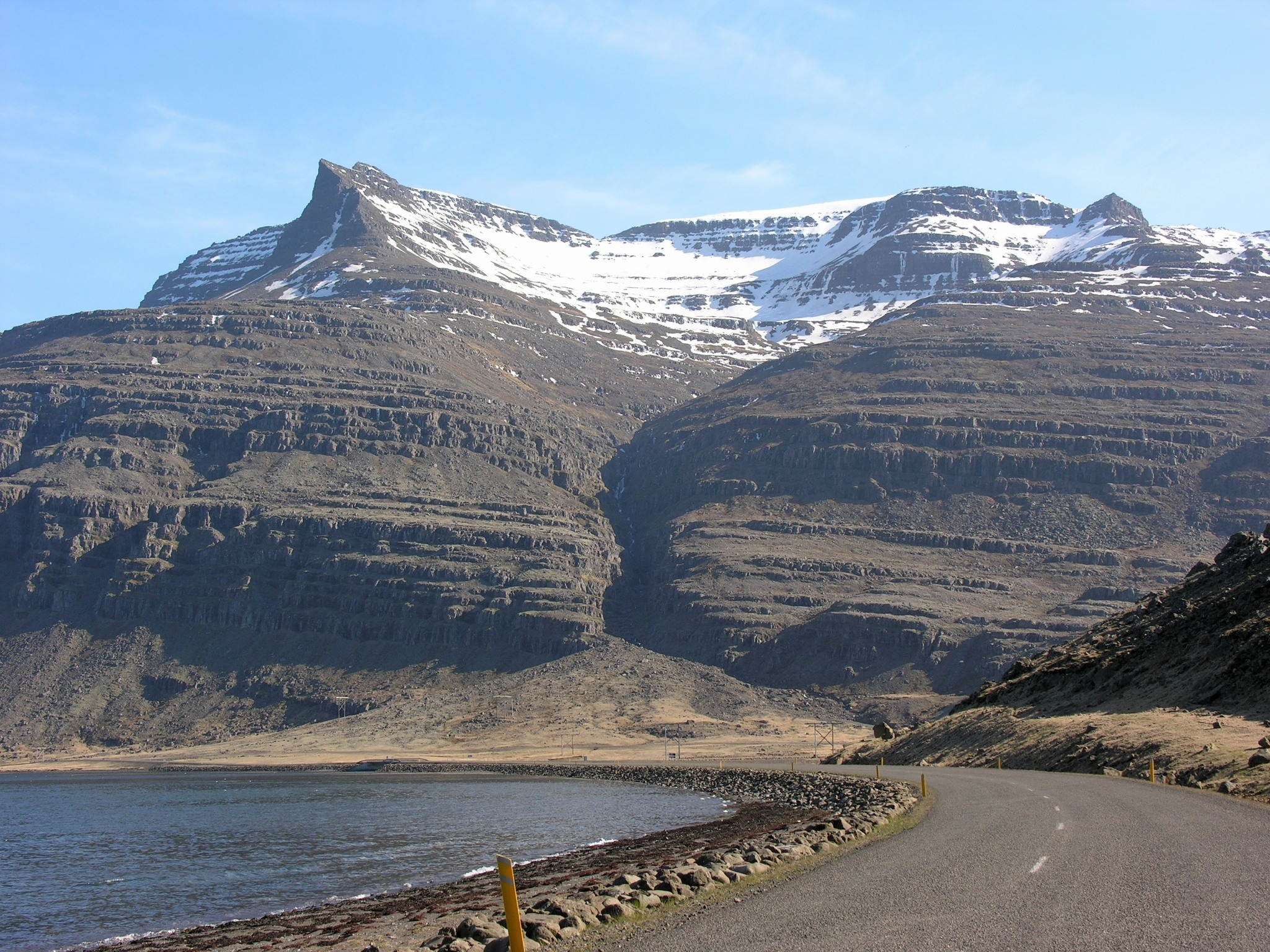
La route à Dísarstaðir

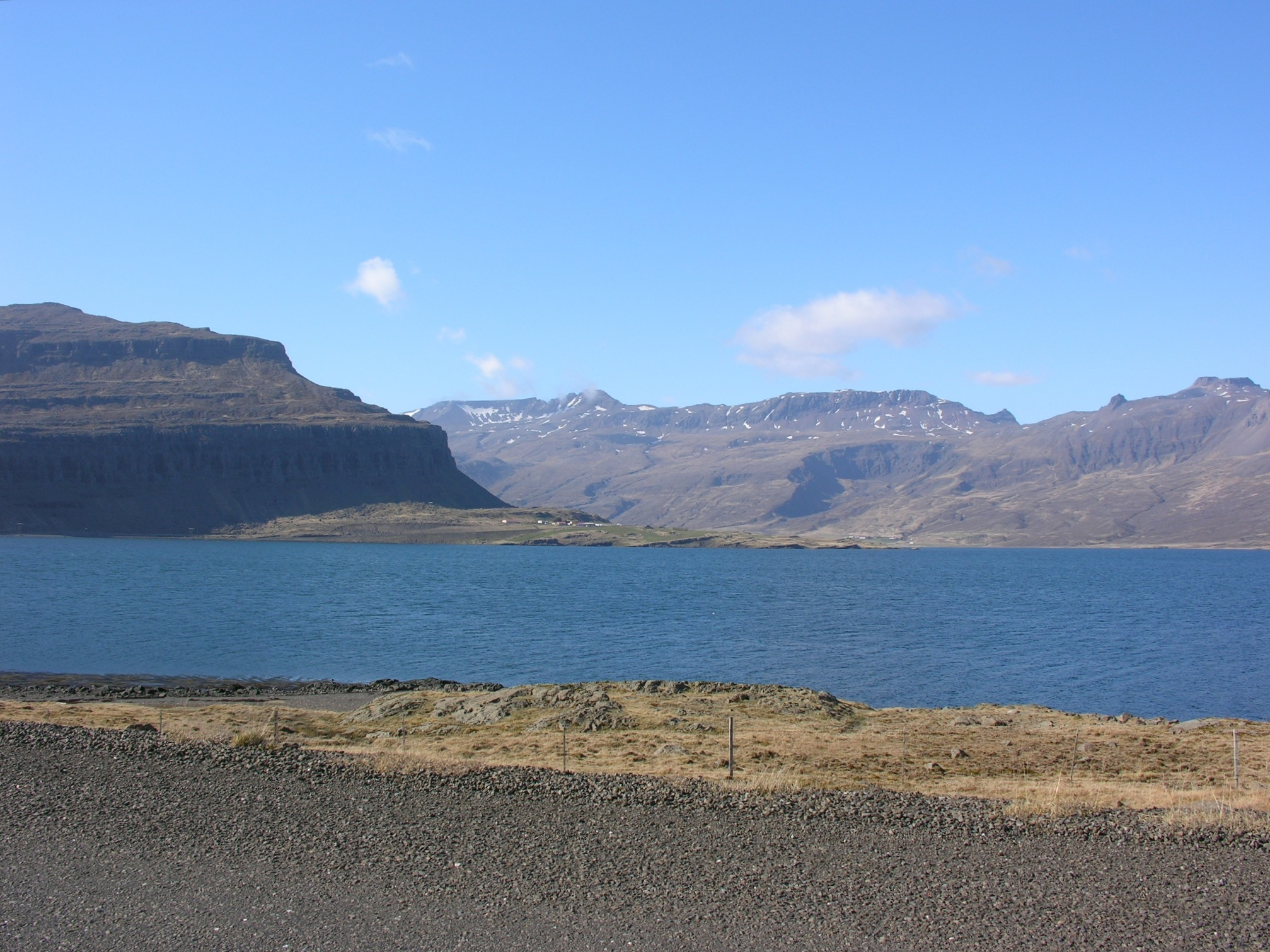
La route à Berunes

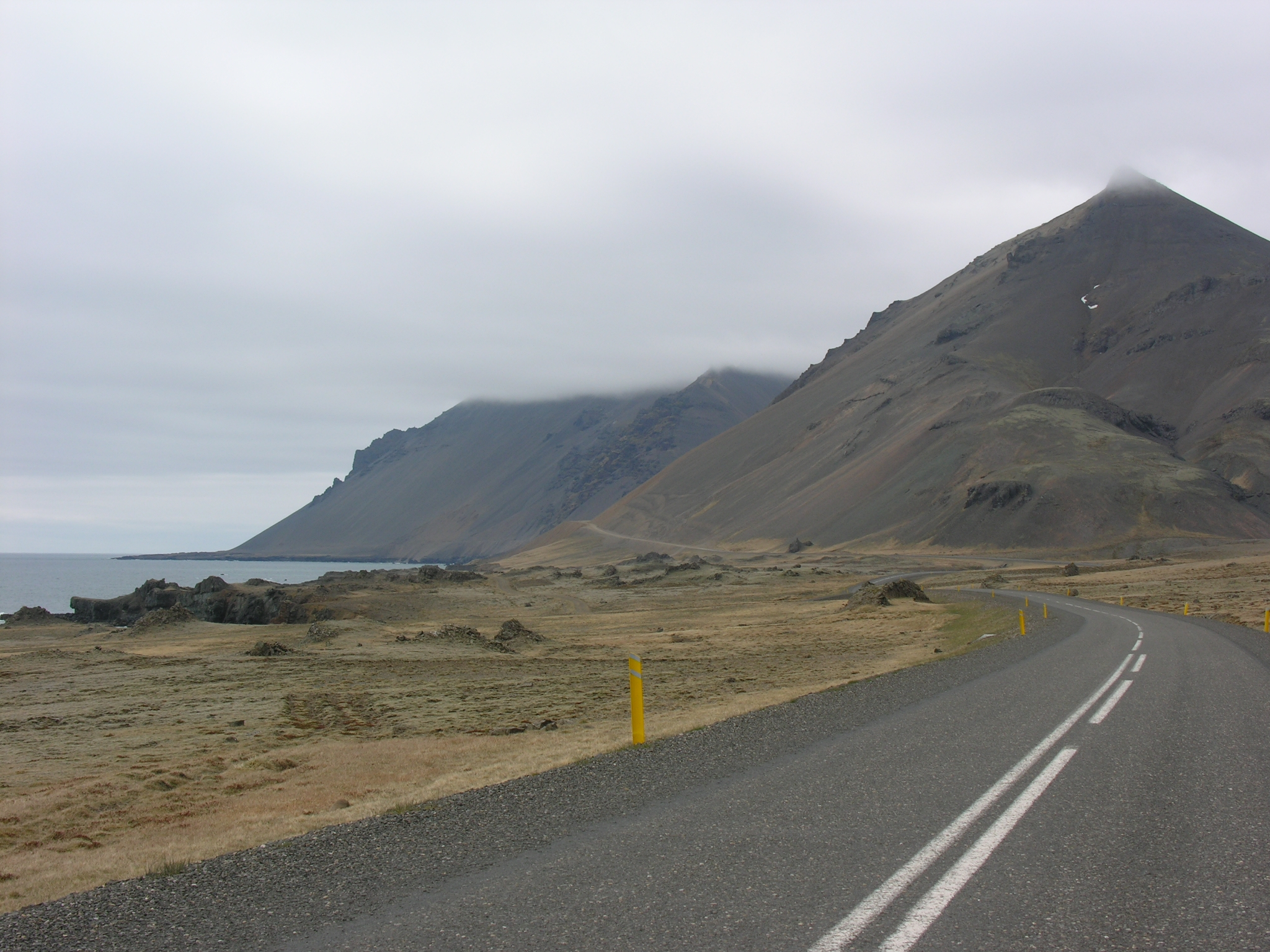
La route à Starmýri

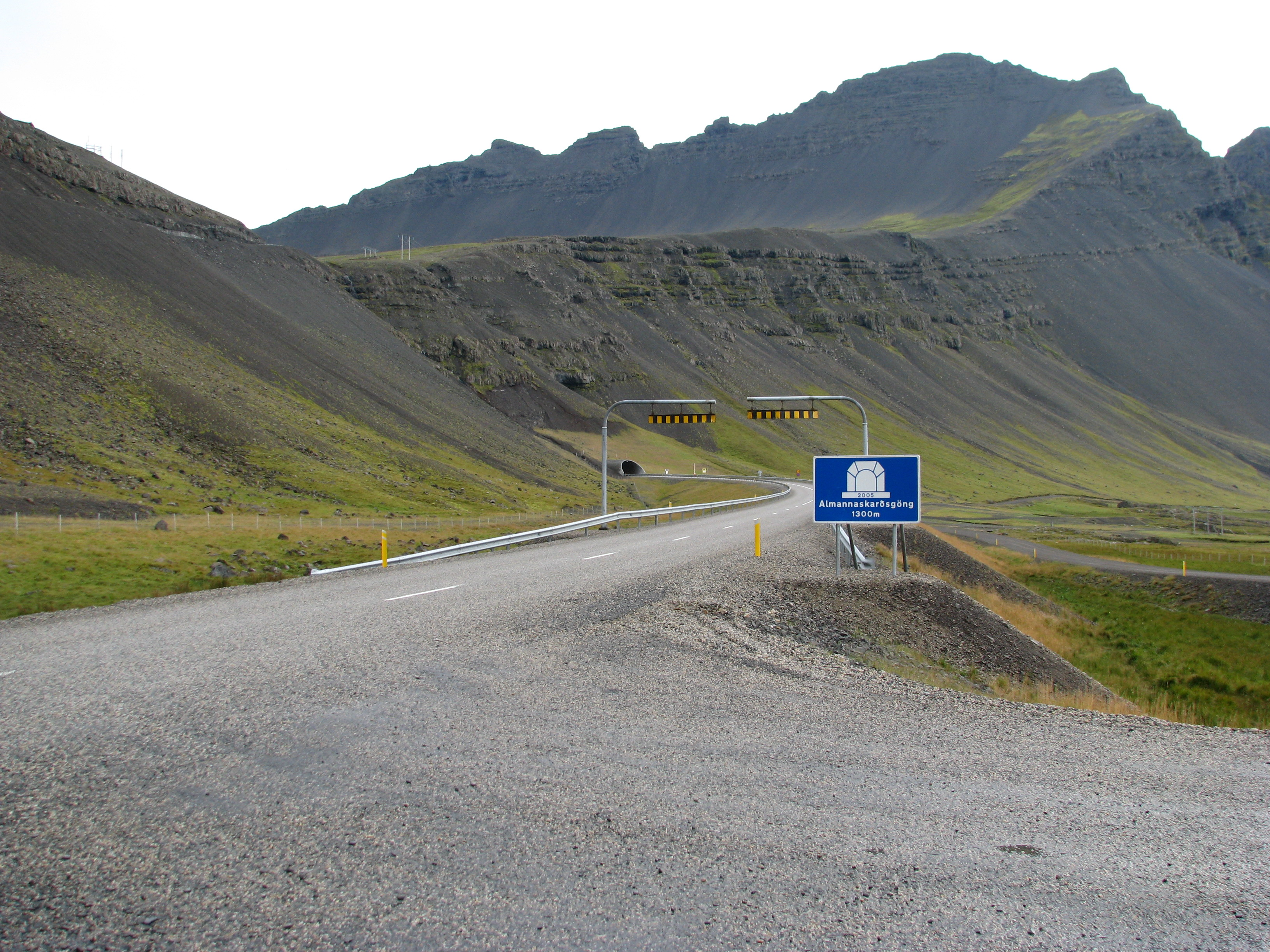
Tunnel de l'Almannaskarð

|                 | Description                                                      | Municipalité      |
| --------------- | ---------------------------------------------------------------- | ----------------- |
|                 | Egilsstaðir                                                      | Fljótsdalshreppur |
|                 | Carrefour avec la : Seyðisfjörður                                | Fljótsdalshreppur |
|                 | Carrefour avec la : Eskifjörður et Neskaupstaður                 | Fljótsdalshreppur |
|                 | Carrefour avec la                                                | Fljótsdalshreppur |
|                 | Carrefour avec la                                                | Fljótsdalshreppur |
|                 | Carrefour avec la                                                | Breiðdalshreppur  |
|                 | Carrefour avec la                                                | Breiðdalshreppur  |
|                 | Carrefour avec la                                                | Breiðdalshreppur  |
|                 | Carrefour avec la vers Reyðarfjörður                             | Breiðdalshreppur  |
|                 | Breiðdalsvík                                                     | Breiðdalshreppur  |
|                 | Aérodrome de Breiðdalsvík                                        | Breiðdalshreppur  |
|                 | Traversée de la baie de Breiðdalsvík                             | Breiðdalshreppur  |
| Longueur: 90 m  |                                                                  | Breiðdalshreppur  |
|                 | Carrefour avec la                                                | Breiðdalshreppur  |
|                 | Phare de Streiti                                                 | Breiðdalshreppur  |
|                 | Phare de Karlstaðatangi                                          | Breiðdalshreppur  |
|                 | Carrefour avec la                                                | Djúpavogshreppur  |
|                 | Djúpivogur                                                       | Djúpavogshreppur  |
|                 | Carrefour avec la : Aérodrome de Djúpivogur                      | Djúpavogshreppur  |
|                 | Traversée du Hofsá í Álftafirði                                  | Djúpavogshreppur  |
| Longueur: 118 m |                                                                  | Djúpavogshreppur  |
|                 | Traversée du Geithellnaá                                         | Djúpavogshreppur  |
| Longueur: 118 m |                                                                  | Djúpavogshreppur  |
|                 | Phare de Hvalnes                                                 | Hornafjörður      |
|                 | Traversée du Jökulsá í Lóni                                      | Hornafjörður      |
| Longueur: 247 m |                                                                  | Hornafjörður      |
|                 | Carrefour avec la                                                | Hornafjörður      |
|                 | Tunnel de l'Almannaskarð (Almannaskarðsgöng) - Longueur: 1 308 m | Hornafjörður      |
|                 | Carrefour avec la : Höfn                                         | Hornafjörður      |

### De Höfn à Vík í Mýrdal
|                                                      | Description                                                           | Municipalité   |
| ---------------------------------------------------- | --------------------------------------------------------------------- | -------------- |
|                                                      | Carrefour avec la : Höfn                                              | Hornafjörður   |
|                                                      | Aérodrome de Hornafjörður                                             | Hornafjörður   |
|                                                      | Bjarnanes                                                             | Hornafjörður   |
|                                                      | Carrefour avec la                                                     | Hornafjörður   |
|                                                      | Carrefour avec la                                                     | Hornafjörður   |
|                                                      | Carrefour avec la                                                     | Hornafjörður   |
|                                                      | Jökulsárlón                                                           | Hornafjörður   |
|                                                      | Breiðárlón                                                            | Hornafjörður   |
|                                                      | Fjallsárlón                                                           | Hornafjörður   |
|                                                      | Carrefour avec la : parc national du Vatnajökull et Skaftafell        | Hornafjörður   |
|                                                      | Traversée du Skeiðarársandur                                          | Hornafjörður   |
| Pont de la Skeiðará (Skeiðarárbrú) - Longueur: 880 m |                                                                       | Hornafjörður   |
|                                                      | Traversée du Núpsvötn                                                 | Skaftárhreppur |
| Longueur: 420 m                                      |                                                                       | Skaftárhreppur |
|                                                      | Lómagnúpur                                                            | Skaftárhreppur |
|                                                      | Carrefour avec la                                                     | Skaftárhreppur |
|                                                      | Traversée du Hverfisfljót                                             | Skaftárhreppur |
| Longueur: 60 m                                       |                                                                       | Skaftárhreppur |
|                                                      | Brunahraun                                                            | Skaftárhreppur |
|                                                      | Dverghamrar                                                           | Skaftárhreppur |
|                                                      | Foss á Síðu                                                           | Skaftárhreppur |
|                                                      | Carrefour avec la                                                     | Skaftárhreppur |
|                                                      | Traversée du Breiðbalakvísl                                           | Skaftárhreppur |
| Longueur: 166 m                                      |                                                                       | Skaftárhreppur |
|                                                      | Kirkjubæjarklaustur                                                   | Skaftárhreppur |
|                                                      | Carrefour giratoire desservant la et la ( Kirkjugólf et Stjórnarfoss) | Skaftárhreppur |
|                                                      | Traversée du Skaftá                                                   | Skaftárhreppur |
| Skaftárbrú - Longueur: 26 m                          |                                                                       | Skaftárhreppur |
|                                                      | Carrefour avec la                                                     | Skaftárhreppur |
|                                                      | Sortie de Kirkjubæjarklaustur                                         | Skaftárhreppur |
|                                                      | Carrefour avec la : Fjaðrárgljúfur et Lakagígar                       | Skaftárhreppur |
|                                                      | Carrefour avec la                                                     | Skaftárhreppur |
|                                                      | Carrefour avec la                                                     | Skaftárhreppur |
|                                                      | Traversée du Kúðafljót                                                | Skaftárhreppur |
| Longueur: 302 m                                      |                                                                       | Skaftárhreppur |
|                                                      | Laufskálavarða                                                        | Skaftárhreppur |
|                                                      | Carrefour avec la                                                     | Skaftárhreppur |
|                                                      | Traversée du Skálm                                                    | Skaftárhreppur |
| Longueur: 44 m                                       |                                                                       | Skaftárhreppur |
|                                                      | Carrefour avec la : Þykkvabæjarklaustur                               | Skaftárhreppur |
|                                                      | Mýrdalssandur                                                         | Skaftárhreppur |
|                                                      | Hjörleifshöfði                                                        | Skaftárhreppur |
|                                                      | Traversée du Múlakvísl                                                | Mýrdalshreppur |
| Longueur: 164 m                                      |                                                                       | Mýrdalshreppur |
|                                                      | Carrefour avec la                                                     | Mýrdalshreppur |
|                                                      | Vík í Mýrdal                                                          | Mýrdalshreppur |

### De Vík í Mýrdal à Selfoss
|                                   | Description                                    | Municipalité      |
| --------------------------------- | ---------------------------------------------- | ----------------- |
|                                   | Vík í Mýrdal                                   | Mýrdalshreppur    |
|                                   | Carrefour avec la : Reynisdrangar              | Mýrdalshreppur    |
|                                   | Carrefour avec la : Dyrhólaey                  | Mýrdalshreppur    |
|                                   | Traversée du Klifandi                          | Mýrdalshreppur    |
| Longueur: 65 m                    |                                                | Mýrdalshreppur    |
|                                   | Carrefour avec la                              | Mýrdalshreppur    |
|                                   | Carrefour avec la                              | Mýrdalshreppur    |
|                                   | Carrefour avec la                              | Mýrdalshreppur    |
|                                   | Carrefour avec la                              | Mýrdalshreppur    |
|                                   | Traversée du Jökulsá á Sólheimasandi           | Mýrdalshreppur    |
| Longueur: 159 m                   |                                                | Mýrdalshreppur    |
|                                   | Skógafoss                                      | Rangárþing eystra |
|                                   | Carrefour avec la                              | Rangárþing eystra |
|                                   | Carrefour avec la                              | Rangárþing eystra |
|                                   | Carrefour avec la                              | Rangárþing eystra |
|                                   | Carrefour avec la                              | Rangárþing eystra |
|                                   | Carrefour avec la                              | Rangárþing eystra |
|                                   | Carrefour avec la                              | Rangárþing eystra |
|                                   | Carrefour avec la                              | Rangárþing eystra |
|                                   | Carrefour avec la                              | Rangárþing eystra |
|                                   | Carrefour avec la : Seljalandsfoss et Þórsmörk | Rangárþing eystra |
|                                   | Traversée du Markarfljót                       | Rangárþing eystra |
| Markarfljótsbrú - Longueur: 250 m |                                                | Rangárþing eystra |
|                                   | Carrefour avec la : Landeyjahöfn               | Rangárþing eystra |
|                                   | Carrefour avec la                              | Rangárþing eystra |
|                                   | Carrefour avec la                              | Rangárþing eystra |
|                                   | Carrefour avec la : Aérodrome de Bakki         | Rangárþing eystra |
|                                   | Carrefour avec la                              | Rangárþing eystra |
|                                   | Carrefour avec la                              | Rangárþing eystra |
|                                   | Traversée du Þverá í Fljótshlíð                | Rangárþing eystra |
| Longueur: 54 m                    |                                                | Rangárþing eystra |
|                                   | Entrée dans Hvolsvöllur                        | Rangárþing eystra |
|                                   | Carrefour avec la                              | Rangárþing eystra |
|                                   | Sortie de Hvolsvöllur                          | Rangárþing eystra |
|                                   | Carrefour avec la                              | Rangárþing ytra   |
|                                   | Carrefour avec la : Oddi                       | Rangárþing ytra   |
|                                   | Hella                                          | Rangárþing ytra   |
|                                   | Traversée du Ytri-Rangá                        | Rangárþing ytra   |
| Longueur: 84 m                    |                                                | Rangárþing ytra   |
|                                   | Carrefour avec la : Þykkvibaer                 | Rangárþing ytra   |
|                                   | Carrefour avec la                              | Rangárþing ytra   |
|                                   | Carrefour avec la                              | Rangárþing ytra   |
|                                   | Rauðalækur                                     | Rangárþing ytra   |
|                                   | Carrefour avec la : Hekla                      | Rangárþing ytra   |
|                                   | Carrefour avec la :                            | Rangárþing ytra   |
|                                   | Carrefour avec la                              | Rangárþing ytra   |
|                                   | Carrefour avec la                              | Rangárþing ytra   |
|                                   | Carrefour avec la                              | Ásahreppur        |
|                                   | Carrefour avec la                              | Ásahreppur        |
|                                   | Carrefour avec la                              | Ásahreppur        |
|                                   | Carrefour avec la                              | Ásahreppur        |
|                                   | Traversée du Þjórsá                            | Ásahreppur        |
| Þjórsárbrú - Longueur: 170 m      |                                                | Ásahreppur        |
|                                   | Carrefour avec la : Urriðafoss                 | Flóahreppur       |
|                                   | Carrefour avec la                              | Flóahreppur       |
|                                   | Carrefour avec la                              | Flóahreppur       |
|                                   | Carrefour avec la                              | Flóahreppur       |
|                                   | Carrefour avec la                              | Flóahreppur       |
|                                   | Carrefour avec la                              | Flóahreppur       |
|                                   | Selfoss                                        | Árborg            |

### De Selfoss à Reykjavík
|                              | Description                                                                  | Municipalité |
| ---------------------------- | ---------------------------------------------------------------------------- | ------------ |
|                              | Entrée dans Selfoss                                                          | Árborg       |
|                              | Carrefour giratoire desservant la : Gaulverjabær et Stokkseyri               | Árborg       |
|                              | Carrefour giratoire desservant la : Stokkseyri et Eyrarbakki                 | Árborg       |
|                              | Sortie de Selfoss                                                            | Árborg       |
|                              | Traversée de l'Ölfusá                                                        | Ölfus        |
| Ölfusárbrú - Longueur: 132 m |                                                                              | Ölfus        |
|                              | Carrefour avec la : Gullfoss et                                              | Ölfus        |
|                              | Carrefour avec la                                                            | Ölfus        |
|                              | Carrefour avec la                                                            | Ölfus        |
|                              | Carrefour avec la                                                            | Ölfus        |
|                              | Entrée dans Hveragerði                                                       | Hveragerði   |
|                              | Carrefour giratoire desservant la : Þorlákshöfn et la                        | Hveragerði   |
|                              | Sortie de Hveragerði                                                         | Hveragerði   |
|                              | Début de section à 2+1 voies                                                 | Ölfus        |
|                              | Carrefour avec la 378 : Centrale géothermique de Hellisheiði                 | Ölfus        |
|                              | Début de section à 2x2 voies                                                 | Ölfus        |
|                              | Sortie - : Þorlákshöfn                                                       | Ölfus        |
|                              | Début de section à 2+1 voies                                                 | Ölfus        |
|                              | Carrefour avec la : Hafnarfjörður, Þríhnúkagígur et Bláfjöll                 | Reykjavik    |
|                              | Carrefour avec la 431                                                        | Reykjavik    |
|                              | Fin de section à 2+1 voies                                                   | Reykjavik    |
|                              | Carrefour avec la 408 : Garðabær, Heiðmörk et Rauðhólar                      | Reykjavik    |
|                              | Reykjavik                                                                    | Reykjavik    |
|                              | Carrefour giratoire desservant la                                            | Reykjavik    |
|                              | Vesturlandsvegur - Carrefour avec la vers le centre-ville et la vers Akranes | Reykjavik    |

## Dans la culture populaire
Durant les dernières années, elle a été le sujet de quelques films et romans, par exemple le film Hringurinn de Friðrik Þór Friðriksson (1984) et le roman Hjartarstaðir (Le lieu des cerfs) de Steinunn Sigurðardóttir.
Elle est également mise à l'honneur dans le projet slow TV Route One du groupe islandais Sigur Rós.